# ルイ・イグナロ
ルイ・イグナロ（Louis J. Ignarro、1941年5月31日 - ）はアメリカ合衆国の薬理学者。イタリア系アメリカ人。1998年にロバート・ファーチゴット、フェリド・ムラドと共に循環器系における情報伝達物質としての一酸化窒素の発見の功績でノーベル生理学・医学賞を受賞した。
ニューヨーク市生まれ。1962年にコロンビア大学より学士（薬学）の学位、1966年にミネソタ大学より博士（薬学）の学位を取得。アメリカ国立衛生研究所勤務（ポスドク）、チューレーン大学医学部教授を経て、1985年よりカリフォルニア大学ロサンゼルス校(UCLA)医学部薬理学科の教授を務めつつ、ハーバライフ・インターナショナル社にて同社の製品開発にも携わる。